# Dayton Jets
Die Dayton Jets waren ein US-amerikanisches Eishockeyfranchise der All-American Hockey League in Dayton, Ohio. 

## Geschichte
Die Dayton Jets wurden 1985 als Expansionsteam in die Continental Hockey League aufgenommen, die sich ein Jahr später auflöste. Anschließend nahm das Team zur Saison 1986/87 als eines von fünf Gründungsmitgliedern den Spielbetrieb in deren Nachfolgeliga All-American Hockey League auf. In ihrer einzigen Spielzeit erreichten die Jets 27 Punkte in 32 Spielen und belegten den vierten Platz nach der regulären Saison. Anschließend wurde das Franchise mit dem Ligarivalen Troy Sabres fusioniert und spielte fortan unter dem Namen Miami Valley Sabres.  

## Saisonstatistik (AAHL)
Abkürzungen: GP = Spiele, W = Siege, L = Niederlagen, T = Unentschieden, OTL = Niederlagen nach Overtime SOL = Niederlagen nach Shootout, Pts = Punkte, GF = Erzielte Tore, GA = Gegentore, PIM = Strafminuten
| Saison  | GP | W  | L  | T | OTL | SOL | Pts | GF  | GA  | Platz    | Playoffs |
| 1986–87 | 32 | 13 | 18 | 1 | —   | —   | 27  | n/a | n/a | 4., AAHL |          |